# Eodorcadion kadleci
Eodorcadion kadleci är en skalbaggsart som beskrevs av Aleksandr Sergeievich Danilevsky 2007. Eodorcadion kadleci ingår i släktet Eodorcadion och familjen långhorningar. Inga underarter finns listade i Catalogue of Life.